# Bandhavsörn
Bandhavsörn (Haliaeetus leucoryphus) är en starkt hotad fågel i familjen hökar inom ordningen hökfåglar. Den häckar i ett koncentrerat område som sträcker sig från norra Indien till Bangladesh och Myanmar, och flyttar utanför häckningstid till områden norr om Himalaya, till Kazakstan, Ryssland och Mongoliet.

## Utseende och läte

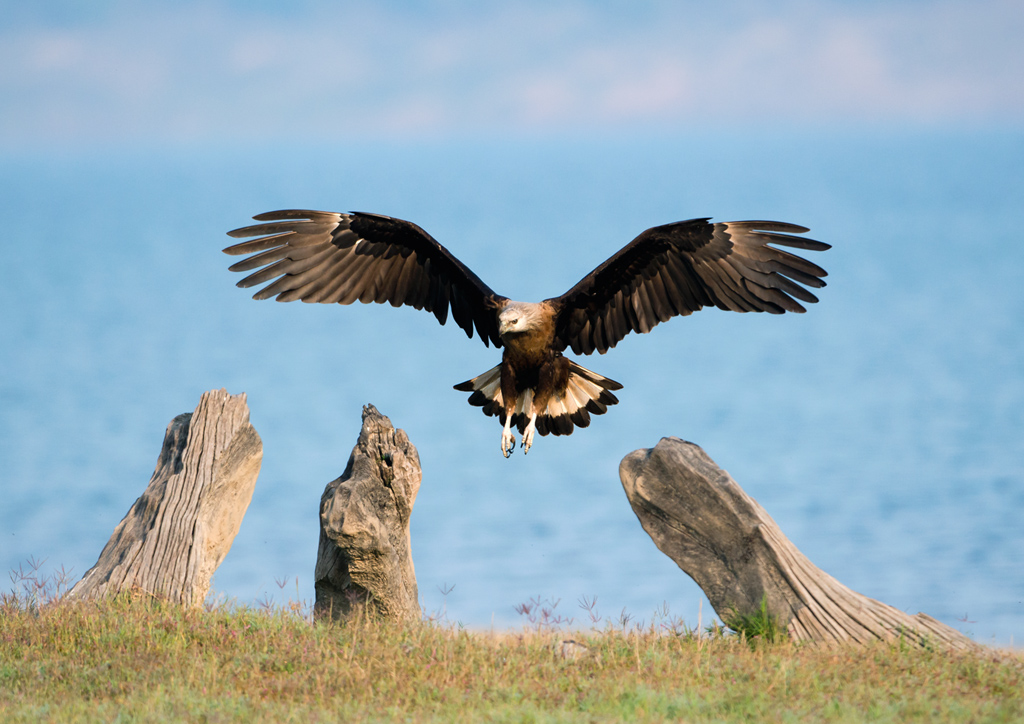

Bandhavsörnen är en slank och långhalsad örn med ett litet men framträdande huvud. Den mäter 72–84 cm och har ett vingspann på 185–215 cm. Hanar väger 2–3,3 kg och de större honorna 2,1–3,7 kg.
Bandhavsörnen har långa, smala vingar som är tydligt smalare närmast kroppen. Vingarna är smalare än hos kungsörn och havsörn. Den adulta fågeln har ett omisskännligt vitt huvud och rostrött bröst. Stjärten har ett brett svart ändband och ett brett vitt band på mitten, vilket påminner om stjärten hos den juvenila kungsörnen. Dock skiljer sig den adulta bandhavsörnen ifrån den senare, då dess vingundersidorna är helmörka och huvudet vitt. Den juvenila bandhavsörnen påminner i teckningen om havsörnen men skiljer sig i morfologi och på att den har en svart ögonmask.
Den juvenila fågeln har även en vingundersida med en vitaktigt parti på handpennorna, ett diagonalt mörkt band på de ljusa undre vingtäckarna, och vitaktig armhåla. Under häckningstid är den ganska ljudlig. 
Den har ett grovt skällande läte men även trutliknande läten. Vintertid är den oftast tyst.

## Utbredning
Arten är en flyttfågel som häckar i Centralasien. Dess utbredningsområde är omdiskuterat. Tidigare trodde man att dess främsta häckningsområde var norr om Himalaya i Mongoliet, men sentida studier indikerar att arten aldrig häckat i dessa område, i varjefall inte i någon större utsträckning. Dess häckningsområde bedöms idag istället vara norra Indien (i Assam och Uttarakhand), Bangladesh och Myanmar. Det finns även ett mycket lite bestånd i Bhutan. Det finns inga samtida häckningsobservationer från Afghanistan och dess status i Pakistan är oklart. Huruvida den har över huvud taget har häckat i centrala Kina under historisk tid är idag omdiskuterat.
Utanför häckningstid, under perioden maj till september, flyttar den till områden norr om Himalaya, till Kazakstan, Ryssland och Mongoliet.
Arten har påträffats i Europa fyra gånger: 1910 och 1926 i Finland, 1943 i Polen, 1976 i Holland, Tyskland och Danmark samt 2021 i Belarus. Åtminstone individen 1976 tros ha rymt ur fångenskap.

## Ekologi

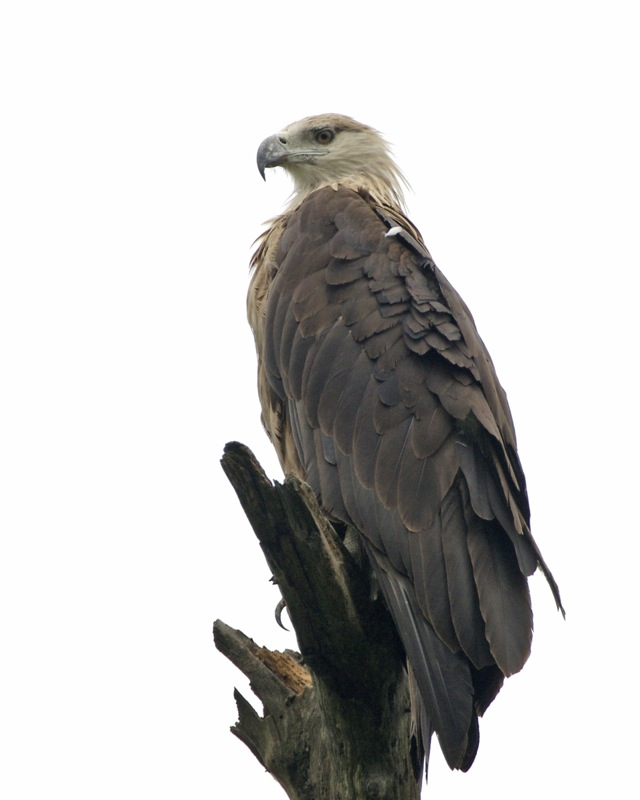
Arten tillbringar ofta långa stunder, stillasittande i en upprätt position i träd och liknande.

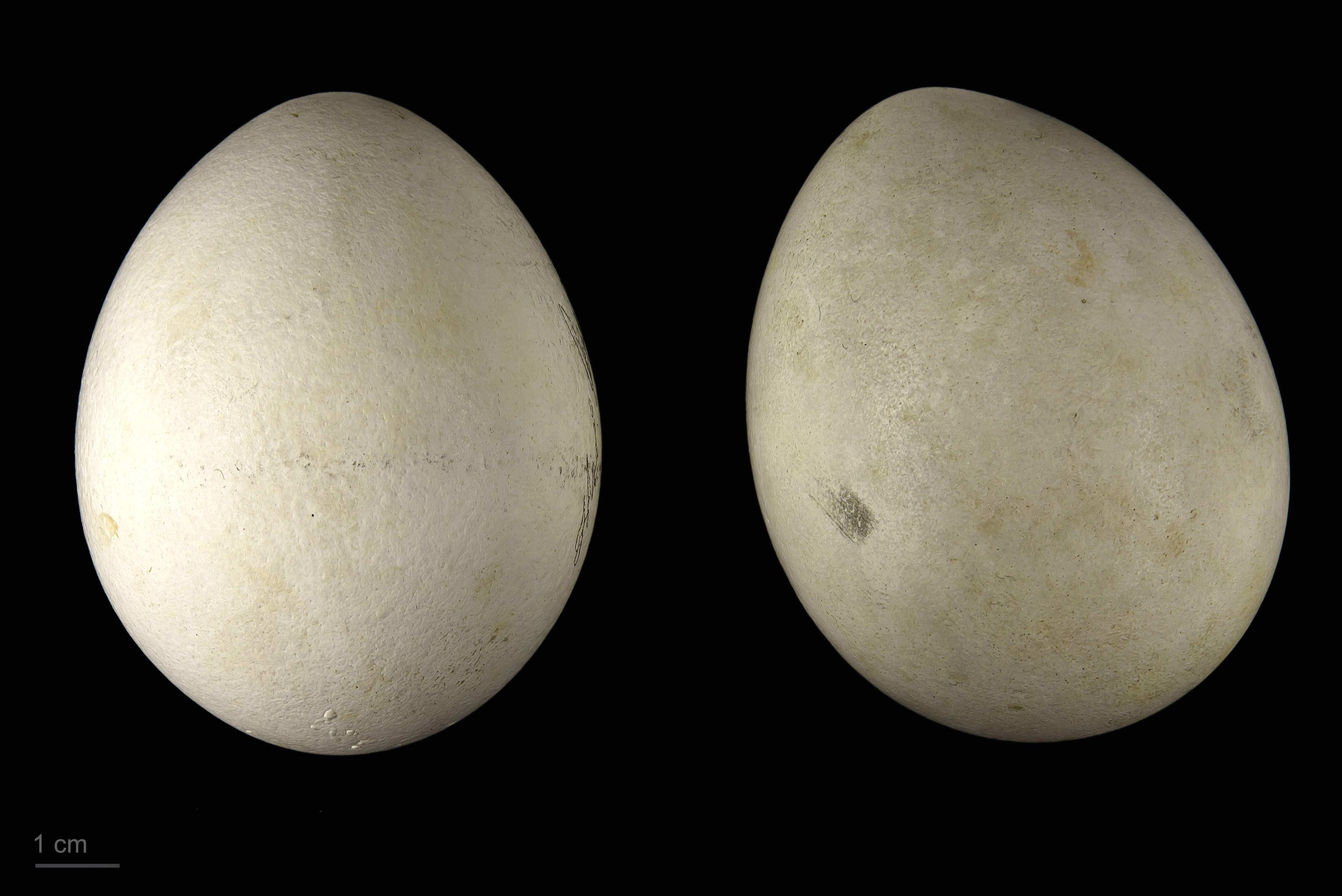
Haliaeetus leucoryphus

Bandhavsörnen förekommer i inlandet, ofta i områden med torr stäpp, vid våtmarker som större sjöar och större floder. Den tillbringar ofta långa stunder, stillasittande i en upprätt position, på en stolpe, i ett träd eller liknande. Den häckar ofta i träd i närheten av våtmarker och häckningsperioden sträcker sig från september till februari. Eventuellt påbörjar den häckningen redan i slutet av augusti i Bangladesh.
Den genomför säsongsbundna förflyttningar på över 4 000 km från Indien till Mongoliet och Ryssland och kan passera Himalaya på höjder som överstiger 6 000 meter över havet.

## Status och hot
Arten har tidigare kategoriserar som sårbar men uppskattningar av populationsstorleken och utbredningsområdet har förmodligen varit överskattningar. Idag tror man att den globala beståndet består av en enda flyttande population som omfattar 1 000–2 499 adulta individer. Man bedömer också att beståndet minskar på grund av försämring och förlust av våtmarkshabitat och häckningsträd över hela dess utbredningsområde. Utifrån dessa kriterier kategoriserar IUCN den idag som starkt hotad (EN).